# Бретвил Сен Лоран
Бретвил Сен Лоран (фр. Bretteville-Saint-Laurent) насеље је и општина у северној Француској у региону Горња Нормандија, у департману Приморска Сена која припада префектури Руан.
По подацима из 2011. године у општини је живело 179 становника, а густина насељености је износила 45,09 становника/km². Општина се простире на површини од 3,97 km². Налази се на средњој надморској висини од 145 метара (максималној 140 m, а минималној 95 m).

## Демографија
| 1962. | 1968. | 1975. | 1982. | 1990. | 1999. | 2011. |
| ----- | ----- | ----- | ----- | ----- | ----- | ----- |
| 94    | 135   | 136   | 169   | 186   | 183   | 179   |

График промене броја становника у току последњих година